# Prevlaka (Rugvica)
Prevlaka es una localidad de Croacia en el municipio de Rugvica, condado de Zagreb.

## Geografía
Se encuentra a una altitud de 101 m s. n. m. a 36,7 km de la capital nacional, Zagreb.

## Demografía
En el censo 2011, el total de población de la localidad fue de 97 habitantes.